# Stazione di Kreuzlingen
La stazione di Kreuzlingen (in tedesco Bahnhof Kreuzlingen) è una stazione ferroviaria a servizio del comune svizzero di Kreuzlingen sulla ferrovia Sciaffusa-Rorschach e sulla ferrovia Wil-Kreuzlingen.

## Storia
La stazione fu attivata il 17 luglio 1875, in occasione dell'apertura della tratta tra Kreuzlingen ed Emmishofen della linea Sciaffusa-Rorschach.

## Strutture e impianti
La stazione dispone di 4 binari dotati di marciapiede per il servizio passeggeri, oltre a diversi tronchini. È dotata di un ampio fabbricato viaggiatori.

## Movimento
La stazione è servita dai treni a cadenza semioraria sulla relazione Weinfelden - Costanza (linea S14 della rete celere di San Gallo), dai treni a cadenza semioraria sulla relazione Sciaffusa - Wil (linea S1 della rete celere di San Gallo), dai treni a cadenza bioraria tra Weinfelden e Costanza e dagli InterCity 75 a cadenza oraria tra Lucerna e Costanza.

## Servizi
Nella stazione sono presenti:
- Biglietteria automatica
- Sala d'attesa
- Deposito bagagli con personale
- Deposito bagagli automatico
- Ufficio oggetti smarriti
- Ufficio informazioni turistiche
- Bar
- Negozi

Inoltre, è presente un piccolo parcheggio di interscambio per automobili e biciclette.

## Interscambi
- Fermata autobus (Kreuzlingen, Bahnhof)[3][6]